# 近藤浩一路

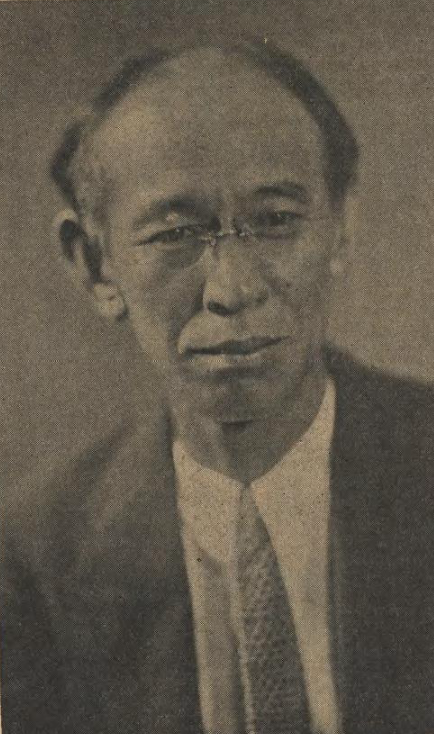

近藤 浩一路（こんどう こういちろ、本名：浩（こう）、明治17年（1884年）3月20日 - 昭和37年（1962年）4月27日）は、日本の水墨画家・漫画家。明治初期の実業家。教育者である近藤喜則は祖父にあたる。建築家の白井晟一は義弟にあたる。

## 略歴

### 出生から美術学校・漫画記者時代
山梨県南巨摩郡睦合村（現南部町）に生まれる。近藤家は江戸時代に南部宿の本陣を務めた家柄で、父は浩一路の幼少時に病没しているが、祖父の喜則は初代県会議長を務めたほか地元で私塾を営んでおり、裕福な家庭に育つ。父の療養のため幼少時には静岡県庵原郡岩渕村で過ごし、富士川小学校を経て1902年（明治35年）に韮山中学（静岡県立韮山高校）を卒業すると上京する。
祖父からは医者になることを期待され英語学校や予備校へも通うが、文芸誌への投稿や俳句など文芸活動に熱中し、1904年（明治37年）には画家を志して洋画家の和田英作の白馬会研究所に所属し、同年9月には東京美術学校西洋画科へ入学する。在学中には白馬会へ出展しており、この頃の画風には外光派の影響が見られる。同級生の影響で水墨画をはじめたほか、文芸活動も行っている。また、同級生には親友となった藤田嗣治らがいる。
美術学校では一年落第し、1910年（明治43年）に卒業する。卒業制作は連作「五十三駅」。卒業後は白馬会や文展への出展を行い入選もしており、京都で女子の絵画指導も行っているほか、藤田らと水墨画や漫画の展覧会を主催している。この頃には結婚もしていたため、1915年（大正4年）に読売新聞社に入社して漫画記者となり、政治漫画や挿絵を担当する。漫画記者としては美術学校時代の同級生で朝日新聞記者であった岡本一平と双璧で「一平・浩一路時代」と評され、漫画記者の団結のため結成された東京漫画会へも所属し作品を出展しているほか、赤甕会や珊瑚会などの活動にも参加し日本画家としても注目される。

### 日本美術院時代と洋行
大正前期の美術界では珊瑚会を中心に新南画が流行していたが、近藤も1919年（大正8年）に日本美術院第6回展で初入選を果たし、翌年の第七回以降でも入選し、本格的に日本画へ転向する。近藤の画風は第六回入選作では浦上玉堂や川端龍子の色彩表現、群青派などの影響を受けており、同時代に流行していた写実主義的手法や光線表現など洋画手法取り入れ、「カラリスト浩一路」と評された。1921年（大正10年）には日本美術院（院展）に入会し、横山大観らに評価される。
1922年（大正11年）には岡本や小寺健吉や鈴木良治らの画家友人とヨーロッパ各国を旅行する。この旅ではフランスを拠点にスペインやイタリアへも足を伸ばし和田や藤田らを訪ね、各国の名所や美術サロン、美術館を訪ねる物見遊山的なものであるが、帰国後には旅行記を美術誌に寄稿し後に『異国膝栗毛』としてまとめている。『膝栗毛』ではスペインでのゴヤやエル・グレコの作品観賞が一番の目的であったとし、最も印象深いものとして記している。浩一路はこの旅で伝統的な西洋美術を絶賛する一方で、同時代の前衛美術に対しては批判的見解を示しており、日本画壇が同時代の西洋美術に強い影響を受ける中で、自身の日本人意識を強めるものであったと記している。同年には中国へも旅行しているが、ヨーロッパ旅行が作品に反映されていなのに対し、中国旅行では帰国後に中国風景を描いており、近藤がこの時期に日本人や東洋人としての意識を強めていたと指摘されている。
1923年（大正12年）の第10回院展では「鵜飼六題」を出展し、これは近藤の代表作と評されている。同年には関東大震災で自宅を失い、一時静岡へ滞在したのちに妻の故郷であった京都市へ移住する。京都時代には「炭心庵」と名付けたアトリエで「京洛十題」「京洛百題」などの風景画を手がけている。また、茨木衫風ら門弟たちの育成にも務め、山本有三や吉川英治、芥川龍之介らの文人や俳人らとも交遊している。画風は大正から昭和初期にかけて、墨の濃淡による面的表現から描線による線的表現へと変遷していることが指摘されている。
1931年（昭和6年）には個展開催のため、茨木杉風とともにフランスのパリへ渡る。パリでは小松清の助力を得て個展を開催し、小松を通じて美術批評家であるアンドレ・マルローと親交を結ぶ。アンドレ・マルローの『人間の条件』に登場する蒲画伯は、浩一路がモデルである。

### 美術院脱退から晩年
1936年（昭和11年）には日本美術院を脱退。東京府下久留米村（東久留米市）で「土筆居」と名付けたアトリエで創作を続け、百貨店での個展開催や画集の刊行などを行っている。戦時中には静岡県や故郷山梨の山中湖の別荘などに疎開している。戦後は再び東京都豊島区巣鴨（北大塚）でアトリエ(白井晟一設計)を構え、墨心会に所属しながら日展に出展するなど創作活動を行い、院展脱退後の戦前から戦後にかけても画風の変化が指摘されている。晩年は俳句や三味線などの趣味やゴルフ、スキーなどのスポーツも嗜み余生を過しており、脳炎により78歳で死去。墓所は上野寛永寺。墓碑のデザインは白井晟一、銘書は中川一政。
漫画や新南画、水墨画など日本美術史における浩一路の画業に対する位置づけは未だ不確定であるが、「孤高の画家」「異色の水墨画」といった異端的評価がなされている。
作品は東京国立近代美術館、山梨県立美術館、近藤浩一路記念南部町立美術館などに所蔵されている。

## 主な作品
| 作品名   | 技法     | 形状・員数    | 寸法（縦x横cm）  | 所有者             | 年代   | 出品展覧会     | 落款・印章 | 備考                                                            |
| -------- | -------- | ------------- | ---------------- | ------------------ | ------ | -------------- | ---------- | --------------------------------------------------------------- |
| 鵜飼六題 | 紙本墨画 | 額装6面       | 53.0x259.0（各） | 東京国立近代美術館 | 1923年 | 第10回再興院展 |            |                                                                 |
| 京洛十題 | 紙本墨画 | 10面のうち7面 |                  | 山梨県立美術館     | 1924年 | 第11回再興院展 |            | 全10点のうち山梨県美は7点所蔵で、1点寄託。残りの2点は所在不明。 |
| 三条大橋 | 紙本墨画 | 1幅           | 51.8x66.4        | 東京国立近代美術館 | 1925年 | 再興第12回院展 |            |                                                                 |
| 淀一口村 | 紙本墨画 | 1幅           | 51.8x65.7        | 新潟市美術館       | 1925年 | 第12回再興院展 |            |                                                                 |
| 犬山夜漁 | 紙本墨画 | 額装1面       | 44.3x53.2        | 東京国立近代美術館 | 1928年 | 第15回再興院展 |            |                                                                 |
| 城址白雨 | 紙本墨画 | 1幅           | 45.0x55.0        | 新潟市美術館       | 1928年 | 第15回再興院展 |            |                                                                 |
| 奥州街道 | 紙本墨画 | 1幅           | 45.0x53.8        | 新潟市美術館       | 1928年 | 第15回再興院展 |            |                                                                 |
| 雨余晩駅 | 紙本墨画 | 額装1面       | 44.5x53.5        | 東京国立近代美術館 | 1929年 | 第16回再興院展 |            |                                                                 |
| 水田     | 紙本墨画 | 額装1面       | 43.8x51.3        | 東京国立近代美術館 | 1932年 | 第19回再興院展 |            |                                                                 |
| 碧潭     | 紙本墨画 | 額装1面       | 65.0x77.5        | 東京国立近代美術館 | 1942年 | 献納展         |            |                                                                 |

### 画集・評伝
- 『近藤浩一路　中村岳陵　現代日本絵巻全集12』（座右宝刊行会編）小学館、1983年
- 和田博文『漫画家が見た百年前の西洋　近藤浩一路『異国膝栗毛』の洋行』筑摩書房〈筑摩選書〉、2024年